# Joseph Straub
Joseph Straub (* 31. März 1911 in Waldshut; † 21. Juni 1987 in Köln) war ein deutscher Biologe, Botaniker und Züchtungsforscher. Er zeigte als Botaniker seit 1937, also sehr früh, eine hohe Affinität zu genetischen und molekularbiologischen Fragestellungen. Er hatte im Rahmen seiner Ausbildung 1937 die „Dreimännerarbeit“ von Max Delbrück, Nikolai Timofejew-Ressowski und Karl Günther Zimmer „Über die Natur der Genmutation und der Genstruktur“ (1935), die maßgeblich eine Theorie der Mutation förderte, verarbeitet und verinnerlicht. Entsprechend förderte er später aufgrund seiner organisatorischen Begabung die genetische und molekularbiologische Forschung in Deutschland. Sein persönliches Forschungsgebiet dagegen blieb getreu seinen frühen Polyploidie-Forschungen die Pflanzenzüchtung. Straub erwies sich als Forscher mit einer „große[n] wissenschaftspolitische[n] Weitsicht.“

## Leben
Straub studierte Naturwissenschaften für das Lehramt an Gymnasien an den Universitäten München und Freiburg im Breisgau. Zwischen 1934 und 1936 lehrte er als Assessor am Friedrich-Gymnasium in Freiburg. Er wurde 1936 bei Friedrich Oehlkers mit der Dissertation „Untersuchungen zur Physiologie der Meiosis II.“ an der Universität Freiburg promoviert.  Gleichzeitig forschte er seit 1935 am Botanischen Institut der Universität Freiburg und blieb dort bis 1939. Er habilitierte sich 1939 an der Universität Freiburg mit einer Arbeit zur Polyploidieauslösung. Anschließend ging er zu Fritz von Wettstein an das Kaiser-Wilhelm-Institut für Biologie in Berlin-Dahlem. Seit 1945 verwaltete er die nach Hechingen und Bad Boll ausgelagerten Abteilungen dieses Kaiser-Wilhelm-Institutes.
1944 konnte Straub die Berufung an die Universität Würzburg wegen der Zerbombung des Institutes nicht mehr annehmen. 1948 nahm Straub die Berufung auf den Lehrstuhl für Botanik an der Universität Köln an. 1953 wurde er dort zum ordentlicher Professor für Mikrobiologie ernannt. Neben seiner wissenschaftlichen Arbeit an der Universität betraute man ihn daneben mit der Leitung des Botanischen Gartens. Auf seine Initiative aus dem Jahr 1959 hin wurde an der Universität Köln das erste molekulargenetische Institut in Deutschland durch Carsten Bresch und Max Delbrück aufgebaut, das für den Aufbau weiterer Institute Modellcharakter hatte. Neben dieser Einrichtung des molekulargenetischen Lehrstuhls erreichte er die Wiederherstellung des Lehrstuhls für Entwicklungsphysiologie sowie die Einrichtung weiterer Lehrstühle für Mikrobiologie und Strahlenbiologie. Von 1961 bis zu seiner Emeritierung im Jahr 1978 war Straub zusätzlich Direktor des Max-Planck-Institut für Züchtungsforschung (MPIZ) in Köln.
1960 wurde er Mitglied der Deutschen Akademie der Naturforscher Leopoldina.

## Veröffentlichungen (Auswahl)
- Untersuchungen zur Physiologie der Meiosis II. 1936 (= Dissertation).
- Polyploidieauslösung durch Temperaturwirkungen. 1939 (= Habilitation)